# Ronnie Dyson
Ronnie Dyson (Washington D.C., 5 juni 1950 - Philadelphia, 10 november 1990) was een Amerikaanse soul- en r&b-zanger.

## Carrière
Dyson groeide op in Brooklyn (New York), waar hij in gospelmuziek zong in kerkkoren. Op 18-jarige leeftijd won hij een hoofdrol in de Broadway-productie van de musical Hair, die in 1968 debuteerde in New York. Dyson werd een iconische stem van de jaren 1960 met de leadzang in de hymne Aquarius van het hippietijdperk, die bij RCA Records als single verscheen. Het is Dysons stem die het nummer leidt en de show opent met de beroemde tekst When the Moon is in the seventh house, and Jupiter aligns with Mars... Dyson verscheen ook in de film Putney Swope uit 1969. Ook in 1969 tekende hij een contract bij Columbia Records
Na Hair zette Dyson zijn toneelcarrière voort met een rol in Salvation in 1970. Zijn opname van het nummer (If You Let Me Make Love to You Then) Why Can't I Touch You? uit de Salvation-score, lanceerde met succes zijn platencarrière en bereikte de Top 10 van de Amerikaanse Billboard Hot 100- en r&b-hitlijst, met een piek op nummer acht in 1970. Het vervolg I Don't Wanna Cry was een Amerikaanse r&b-bestseller die naar nummer negen klom. In 1971 bereikte When You Get Right Down To It, waarvan hij een meer dramatische coverversie was van een nummer dat vorig jaar een hit was geweest voor The Delfonics, de Amerikaanse hitlijsten en nummer 34 in de Britse singlehitlijst in december van dat jaar.
Zijn platenmaatschappij Columbia Records stuurde hem in 1973 naar Philadelphia om te worden geproduceerd door Thom Bell, een van de belangrijkste producenten van die tijd, voor verschillende nummers. Bells sterk georkestreerde stijl paste bij Dyson met hits als One Man Band (Plays All Alone), die nummer 28 in de Hot 100 en nummer 15 in de r&b-hitlijst bereikte, en Just Don't Want to Be Lonely met een piek op nummer 60 in de Hot 100 en nummer 29 in de r&b-hitlijst. Deze verschenen op een album dat ook bestond uit remixen van enkele eerdere opnamen, waaronder When You Get Right Down To It.
Dyson bleef bij Columbia en werkte samen met topproducenten voor nog eens drie albums, The More You Do It (The More I Like It Done to Me) (1976), Love in All Flavours (1977) en If The Shoe Fits (1979). Het titelnummer van de eerste van de drie resulteerde in een van de bestverkochte platen van de zanger en bereikte nummer zes in de r&b-hitlijst. Het werd geproduceerd door Charles 'Chuck' Jackson (halfbroer van Jesse Jackson en geen familie van de bekendere zanger met dezelfde naam, die in de jaren 1960 voor hetzelfde bedrijf opnam) en Marvin Yancy, die verantwoordelijk was geweest voor de succesvolle lancering van de carrière van Natalie Cole met een reeks hits. (Jackson en Yancy hadden ook hits geproduceerd voor de soulgroep The Independents uit Chicago, waarbij Jackson ook leadzanger was). Hij had een cameo-optreden in de filmversie van Hair uit 1979, zingend 3-5-0-0 met een andere Hair-alumnus, Melba Moore. Zijn acteer- en zangcarrière begon eind jaren 1970 te stagneren vanwege een slechte gezondheid.
In 1981 wisselde Dyson naar het dochterlabel Cotillion Records van Atlantic Records voor twee albums en verschillende singles die slechts matig succesvol waren. Alleen maar All Over Your Face (zomer 1983) kon zich in de r&b- (#23) en de dancehitlijst (#16) plaatsen.
In 1986 verzorgde Dyson ook de zang voor het nummer Nola op de soundtrack van She's Gotta Have It.
Zijn laatste solosingle was See the Clown (1990). In 1991 haalde het duet Are We So Far Apart? met Vicky Austin postuum een lage klassering in de r&b-hitlijst.

## Overlijden
Ronnie Dyson overleed in 1990 op 40-jarige leeftijd aan de gevolgen van een hartinfarct.

## Discografie

### Singles
- 1969: Aquarius (als Ronald Dyson and Company)
- 1969: God Bless the Children (als Ron Dyson)
- 1970:	(If You Let Me Make Love to You Then) Why Can't I Touch You?
- 1970:	I Don't Wanna Cry
- 1971: A Wednesday in Your Garden
- 1971: When You Get Right Down to It (origineel: The Delfonics, 1970)
- 1972: Jesus Is Just Alright
- 1973: I Think I'll Tell Her
- 1973:	Just Don't Want to Be Lonely
- 1973:	One Man Band (Plays All Alone)
- 1974:	We Can Make It Last Forever
- 1975: Lady in Red
- 1976:	(I Like Being) Close to You
- 1976:	The More You Do It (The More I Like It Done to Me)
- 1977:	Don't Be Afraid
- 1978: Sara Smile
- 1978:	Ain't Nothing Wrong
- 1979: Couples Only
- 1979: If the Shoe Fits (Dance in It)
- 1982:	Bring It on Home
- 1982:	Heart t Heart (B-kant van Bring It on Home)
- 1983: You Better Be Fierce
- 1983:	All Over Your Face
- 1987: Constantly
- 1990: See the Clown
- 1991:	Are We So Far Apart? (met Vicki Austin)

### Studio-albums
- 1970:	(If You Let Me Make Love to You Then) Why Can't I Touch You? (Columbia Records)
- 1973:	One Man Band (Columbia Records)
- 1976:	The More You Do It (Columbia Records)
- 1977:	Love in All Flavors (Columbia Records)
- 1979: If the Shoe Fits (Columbia Records)
- 1982: Phase 2 (Cotillion Records)
- 1983:	Brand New Day (Cotillion Records)

### Compilaties
- 1995: Constantly (Hot Productions, Inc.)
- 1995: His All Time Golden Classics (Collectables Records/ Sony Music Entertainment)
- 1996: Soul Session (Hallmark)
- 2014: Lady in Red: The Columbia Sides Plus (Cherry Red Records)

- Bibliothèque nationale de France: cb139380011 (data)
- Gemeinsame Normdatei: 134692586
- International Standard Name Identifier: 0000 0000 5515 6409
- Library of Congress Control Number: n93035201
- MusicBrainz: c665c7dc-a209-4742-b118-013a40c27549
- Virtual International Authority File: 7578343
- WorldCat: E39PBJdgXb7RJWBpxB6HXfjt8C